# Rigny-la-Nonneuse
Rigny-la-Nonneuse is een gemeente in het Franse departement Aube (regio Grand Est) en telt 134 inwoners (2005). De plaats maakt deel uit van het arrondissement Nogent-sur-Seine.

## Geografie
De oppervlakte van Rigny-la-Nonneuse bedraagt 19,2 km², de bevolkingsdichtheid is 7,0 inwoners per km².

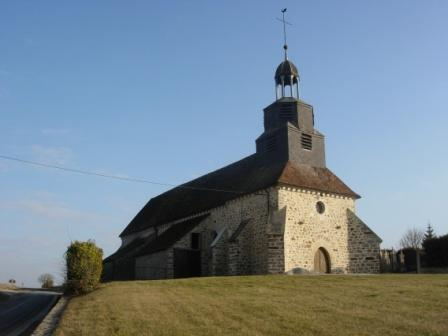
Kerk van Rigny-la-Nonneuse

De onderstaande kaart toont de ligging van Rigny-la-Nonneuse met de belangrijkste infrastructuur en aangrenzende gemeenten.

## Demografie
Onderstaande figuur toont het verloop van het inwonertal (bron: INSEE-tellingen).

Vanwege een beveiligingsprobleem met de MediaWiki Graph-software is het momenteel niet mogelijk deze grafiek weer te geven. Zodra de software is bijgewerkt zal de grafiek vanzelf weer zichtbaar worden.